# 纳肖姆·伍登
纳肖姆·伍登（英語：Nashom Wooden，1969年—2020年3月23日）是一名美国表演艺术家。伍登曾是电子舞曲乐队“The Ones”中的一员，并以艺名“蒙娜·富特”（Mona Foot)作为变装皇后演出。

## 个人简介
纳肖姆·伍登在纽约布鲁克林长大，在20世纪80年代中期，他作为一名夜总会小子混迹于纽约的夜生活。在1989年，他在曼哈顿的帕特里夏·菲尔德精品店，又同时在和他的朋友、前室友邦尼女士一起开发变装皇后蒙娜·富特人物。伍登认为露波是他最早的导师；露波教了伍登如何化妆，且两人出演了一部名为《我的同性恋宠物》外百老汇戏剧。 在纽约同性恋酒吧Barracda，伍登主持了每周的变装比赛“Mona Foot’s star research”，《纽约时报》将此比赛作为了真人秀电视剧RuPaul’s drag dance的灵感来源。
伍登是艾滋病病毒阳性，尽管他有一个无法被确定到的病毒载量。
在2020年3月23日，在COVID-19流行期间，50岁的伍登在纽约疑似因COVID-19引起的并发症而死。他被埋葬在纽约布鲁克林的格林伍德公墓。

## 引用
1. 1 2  Musto, Michael. . Paper. 2017-08-31  [2020-03-29]. （原始内容存档于2021-01-16）.
2. 1 2 3 4  Bernstein, Jacob. . New York Times. 2020-03-24  [2020-03-27]. （原始内容存档于2020-03-24）.
3. ↑  Frey, Kaitlyn. . 人物. 2020-03-25  [2020-03-29]. （原始内容存档于2020-03-26）.
4. ↑  Lim, Clarissa-Jan. . Buzzfeed. 2020-03-26  [2020-03-29]. （原始内容存档于2020-03-26）.